# Oscar Walter Cisek

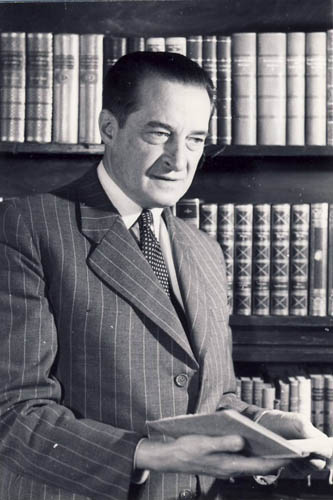
Oskar Cisek

Oscar Walter Cisek (* 6. Dezember 1897 in Bukarest; † 30. Mai 1966 ebenda) war deutschsprachiger rumäniendeutscher Schriftsteller und Diplomat. Er verfasste Erzählungen, Romane, Gedichte und Essays.

## Leben
Nach dem Besuch der deutschen Evangelischen Schule in Bukarest studierte Cisek in München Germanistik und Kunstgeschichte. Ab 1923 arbeitete er in Bukarest als Kunstkritiker für rumänische Zeitschriften. Er war ab 1930 im diplomatischen Dienst der rumänischen Monarchie und bis 1940 als Presse- bzw. Kulturrat in Wien, Prag, Berlin und 1946/47 als Generalkonsul in Bern. 
Nach dem Sturz der Monarchie kam er ins Gefängnis, wurde rehabilitiert und lebte als Schriftsteller in Bukarest. Kurz vor seinem Tod wurde er mit dem Ion-Creanga-Preis der Rumänischen Akademie ausgezeichnet. Er war korrespondierendes Mitglied der Deutschen Akademie der Künste Berlin/DDR.

## Werke
- Die Tatarin. Erzählungen. Verlag Enoch, Hamburg 1929.
- Unbequeme Liebe. Verlag Enoch, Hamburg 1932.
- Die andere Stimme. Gedichte. Jess-Verlag, Dresden 1934.
- Vor den Toren. Roman. Suhrkamp, Frankfurt/M. 1950.
- Das Reisigfeuer. Roman. Rütten & Loening, Berlin 1961/1964

1. Crișan. 1961.
2. Horia. 1964.

- Der Strom ohne Ende. Roman. Suhrkamp, Frankfurt/M. 1953, TB 1981, ISBN 3-518-37224-6 (Nachdr. d. Ausg. Berlin: S. Fischer 1937), Weimar: Kiepenheuer 1958.
- Das entfallene Gesicht. Erzählungen. Südostdeutsches Kulturwerk, München 2002, ISBN 3-88356-166-5.